# Список українських митців, які зазнали репресій у часи СРСР
У статті наведено неповний перелік українських митців, які зазнали переслідувань та репресій із боку влади СРСР.

## Поети, письменники, перекладачі
| Ім'я                               | Роки життя | Діяльність | Репресії | Портрет |
| ---------------------------------- | ---------- | --- | --- | ------- |
| Бобинський Василь Петрович         | 1898—1939  | поет, перекладач | |         |
| Бузько Дмитро Іванович             | 1891—1937  | письменник, поет | |         |
| Буревій Кость Степанович           | 1888—1934  | поет, драматург, театрознавець, літературний критик | |         |
| Вакар Григорій Васильович          | 1901—1937  | письменник, поет-футурист | Заарештований у 1934-му, засуджений до 5 років таборів, розстріляний у 1937 році                                                        |         |
| Ванченко-Івашенко Петро Захарович  | 1898—1937  | письменник, актор | |         |
| Вишня Остап                        | 1889—1956  | письменник, новеліст, класик сатиричної прози ХХ ст. | |         |
| Влизько Олекса Федорович           | 1908—1934  | поет, прозаїк | |         |
| Вороний Марко Миколайович          | 1904—1937  | поет, перекладач | |         |
| Вороний Микола Кіндратович         | 1871—1938  | письменник, перекладач, поет, режисер, актор, громадсько-політичний діяч, театрознавець, один із засновників і режисерів Українського національного театру | |         |
| Вражливий Василь Якович            | 1903—1937  | письменник | |         |
| Ґадзінський Володимир Антонович    | 1888—1932  | поет, прозаїк, критик | |         |
| Гордієнко Дмитро Прокопович        | 1901—1974  | поет | |         |
| Губер Петро Костянтинович          | 1886—1940  | прозаїк, критик, літературознавець, перекладач | |         |
| Досвітній Олесь                    | 1891—1934  | письменник | |         |
| Драй-Хмара Михайло Опанасович      | 1889—1939  | поет | |         |
| Дубовик Михайло Тадейович          | 1900—1941  | поет | Заарештований у Києві в червні 1941-го і розстріляний через два тижні                                                                   |         |
| Дяченко Лаврін                     | 1900—1937  | письменник, редактор журналу «Наше слово» | розстріляний |         |
| Жилко Юрій Зіновійович             | 1898—1938  | поет, журналіст, педагог | |         |
| Епік Григорій Данилович            | 1901—1937  | письменник, перекладач, публіцист | |         |
| Загул Дмитро Юрійович              | 1890—1944  | поет-символіст, літературознавець, критик, публіцист, перекладач, педагог, громадський діяч                                                                | |         |
| Зеров Микола Костянтинович         | 1890—1937  | літературознавець, перекладач античної поезії | Заарештований у 1934, засуджений до 10 років, розстріляний у 1937 році                                                                  |         |
| Івченко Михайло Євдокимович        | 1890—1939  | письменник | |         |
| Ірчан Мирослав                     | 1897—1937  | поет, письменник, історик, видавець | |         |
| Йогансен Майк Гервасійович         | 1896—1937  | поет, автор пригодницьких романів | |         |
| Казка Аркадій Васильович           | 1890—1929  | поет, перекладач, педагог | |         |
| Коваленко Григорій Олексійович     | 1868—1937  | письменник, історик, етнограф, художник, громадський діяч                                                                                                  | Репресований у 1937 році |         |
| Коваленко Іван Юхимович            | 1919—2001  | поет, дисидент, учитель | Репресований у 1972 р. Звільнений у 1977 р.                                                                                             |         |
| Косинка Григорій Михайлович        | 1899—1934  | письменник | Заарештований і розстріляний у 1934 році                                                                                                |         |
| Куліш Микола Гурович               | 1892—1937  | письменник, режисер, драматург, громадський діяч | |         |
| Коряк Володимир Дмитрович          | 1889—1937  | літературознавець, літературний критик, викладач | |         |
| Мамонтів Яків Андрійович           | 1886—1940  | поет, драматург | |         |
| Микитенко Іван Кіндратович         | 1897—1937  | письменник, драматург | |         |
| Підмогильний Валер'ян Петрович     | 1901—1937  | письменник, перекладач | Засуджений у 1935 році до 10 років, у 1937 — розстріляний                                                                               |         |
| Пилипенко Сергій Володимирович     | 1891—1934  | письменник | |         |
| Поліщук Валер'ян Львович           | 1897—1937  | письменник | Заарештований у 1934, засуджений до 10 років, розстріляний у 1937 році                                                                  |         |
| Плужник Євген Павлович             | 1898—1936  | письменник | Заарештований у 1934, помер у таборі у 1936 році.                                                                                       |         |
| Свідзінський Володимир Євтимович   | 1885—1941  | поет | |         |
| Семенко Михайль Васильович         | 1892—1937  | поет, основоположник українського футуризму | Заарештований і розстріляний у 1937 році                                                                                                |         |
| Слісаренко Олекса Андрійович       | 1891—1937  | поет, прозаїк | |         |
| Тась-Могилянський Дмитро           | 1901—1938  | письменник | Заарештований і засуджений до розстрілу в 1938 році                                                                                     |         |
| Фальківський Дмитро Никанорович    | 1898—1934  | поет, прозаїк, перекладач, сценарист | |         |
| Філянський Микола Григорович       | 1873—1938  | поет, прозаїк, художник, геолог, музейний діяч | Заарештований у 1937, розстріляний у 1938 році.                                                                                         |         |
| Филипович Павло Петрович           | 1891—1937  | поет, літературознавець, перекладач | |         |
| Хвильовий Микола                   | 1893—1933  | письменник | В атмосфері тотального цькування і переслідування, покінчив життя самогубством, каталізаторами стали арешт Михайла Ялового та Голодомор |         |
| Хмурий (Бутенко) Василь Онисимович | 1896—1940  | журналіст, мистецтвознавець, театральний критик | Репресований, помер у таборі |         |
| Хоменко Іван Євтихійович           | 1919—1968  | поет | Засуджений у 1950 році до 25 років таборів                                                                                              |         |
| Худяк Василь Тимофійович           | 1903-1938  | український письменник | Репресований |         |
| Шкурупій Ґео Данилович             | 1903—1937  | письменник | |         |
| Яловий Михайло Омелянович          | 1895—1937  | письменник | Заарештований у 1933, засуджений до 10 років таборів, розстріляний у 1937 році                                                          |         |
| Ярошенко Володимир Мусійович       | 1898—1937  | поет, письменник | |         |

## Художники, скульптори, архітектори, мистецтвознавці
| Ім'я                                  | Роки життя | Діяльність                                                                                  | Репресії | Портрет |
| ------------------------------------- | ---------- | ------------------------------------------------------------------------------------------- | --- | ------- |
| Ангельський Дмитро Іванович           | 1898—1938  | графік, живописець                                                                          | Розстріляний |         |
| Артюхова Аделаїда Володимирівна       | 1902—1942  | мистецтвознавець, музейний працівник                                                        | |         |
| Бойчук Михайло Львович                | 1882—1937  | художник, педагог. Засновник школи українського монументального живопису, лідер бойчукістів | Заарештований у 1936, розстріляний у 1937 році |         |
| Гаврилко Михайло Омелянович           | 1882—1922  | художник, скульптор                                                                         | |         |
| Гагенмейстер Володимир Миколайович    | 1887—1938  | художник-графік, мистецтвознавець                                                           | |         |
| Гіляров Сергій Олексійович            | 1887—1946  | історик, мистецтвознавець                                                                   | Заарештований у 1945 році і звинувачений в пособництві гітлерівцям. Помер у 1946 році в лікарні Лук'янівської в'язниці не дочекавшись вироку |         |
| Горська Алла Олександрівна            | 1929—1970  | художниця-шістдесятниця, відома діячка правозахисного руху 60-х років в Україні             | 1970 року Горська вбита у м. Василькові Київської області при нез'ясованих обставинах |         |
| Деконська Ольга                       | 1885—1937  |                                                                                             | |         |
| Дяченко Дмитро Михайлович             | 1884—1942  | архітектор і громадський діяч, один із засновників українського стилю                       | 1941 року був заарештований, а у травні 1942 року захворів і помер (як повідомили його рідним — в одному з таборів) |         |
| Івасюк Микола Іванович                | 1865—1937  | художник                                                                                    | |         |
| Ернст Федір Людвігович                | 1891—1942  | історик, мистецтвознавець; автор найкращого довоєнного путівника по Києву                   | 1933 року заарештовано, згодом засуджено до трьох років виправних робіт на будівництві Біломор-Балтійського каналу. Після закінчення терміну йому не дозволили повернутися до Києва. 1941 року знову заарештовано за звинуваченням у шпигунстві, у 1942 році розстріляно |         |
| Касперович Микола Іванович            | 1885—1938  | художник                                                                                    | Заарештований та розстріляний 1938 року |         |
| Коцюбинська Наталя Антонівна          | 1896—1937  | мистецтвознавиця                                                                            | Двічі арештовувалася — 1924 та 1934 року. На засланні в Саратові заарештована, засуджена і розстріляна 1937 року |         |
| Крашановський Іван Миколайович        | 1884—1939  | художник                                                                                    | |         |
| Кржемінський Кость Іполитович         | 1893—1937  |                                                                                             | Заарештований і розстріляний 1937 року. |         |
| Крушевський Георгій Степанович        | 1863—1938  | живописець                                                                                  | |         |
| Кузьмін Євген Михайлович              | 1871—1942  | мистецтвознавець                                                                            | |         |
| Лапін Петро                           | 1887—1937  |                                                                                             | |         |
| Липківський Іван                      | 1892—1937  |                                                                                             | |         |
| Макаренко Микола Омелянович           | 1877—1938  | археолог, мистецтвознавець                                                                  | репресований та страчений через відмову підписати акт на знесення Михайлівського Золотоверхого монастиря |         |
| Макаренков Олексій                    | 1886—1942  |                                                                                             | |         |
| Михайлів Юхим Спиридонович            | 1885—1935  | художник, поет і мистецтвознавець                                                           | 1934 року заарештований за звинуваченням у підготовці збройного повстання, помер у засланні 1935 року |         |
| Мурашко Олександр Олександрович       | 1875—1919  | живописець, педагог і громадський діяч                                                      | Вбитий 1919 року вночі неподалік від власного будинку на Лук'янівці пострілом в потилицю |         |
| Налепинська-Бойчук Софія              | 1884—1937  |                                                                                             | |         |
| Обозненко Леонід                      | 1884—1937  |                                                                                             | |         |
| Онацький Никанор                      | 1874—1937  | живописець, мистецтвознавець, громадський діяч                                              | |         |
| Падалка Іван Іванович                 | 1894—1937  | художник                                                                                    | |         |
| Пилипенко Борис                       | 1892—1937  | художник                                                                                    | |         |
| Пустовійт Гаврило Михайлович          | 1900—1947  | художник-графік                                                                             | Заарештовний 1942 року, звинувачений у націоналізмі та антирадянській агітації, засуджений до 10 років. У таборі захворів на туберкульоз, звільнений у 1943 році як смертельно хворий без права повертатися в Україну.                                                   |         |
| Риженко Яків                          | 1892—1974  |                                                                                             | |         |
| Розвадовський В'ячеслав Костянтинович | 1875—1943  | художник                                                                                    | |         |
| Рубан Олександр Якович                | 1900—1943  | графік                                                                                      | |         |
| Седляр Василь Теофанович              | 1899—1937  | художник                                                                                    | |         |
| Ситнянський Євген                     | 1907—1937  |                                                                                             | |         |
| Кость Сліпко-Москальців               | 1901—?     | художник, мистецтвознавець                                                                  | У 1930-х роках репресований, подальша доля невідома |         |
| Спаська Євгенія Юріївна               | 1891—1980  | етнографиня, мистецтвознавиця                                                               | |         |
| Струхманчук Яків Михайлович           | 1884—1937  | графік, карикатурист                                                                        | |         |
| Шміт Федір Іванович                   | 1877—1937  | мистецтвознавець                                                                            | |         |
| Шульга Ілля Максимович                | 1878—1938  | художник                                                                                    | заарештований у 1938, помер того ж року на засланні |         |

## Музиканти, композитори
| Ім'я                           | Роки життя | Діяльність                                                                      | Репресії | Портрет |
| ------------------------------ | ---------- | ------------------------------------------------------------------------------- | --- | ------- |
| Андрійчик Григорій Ісайович    | 1892—1941  | бандурист, майстер бандур                                                       | репресований у 1937 році |         |
| Андрусенко Дмитро Васильович   | 1895—1965  | диригент, бандурист                                                             | У 1932 році був репресований, після реабілітації продовжив професійну діяльність                                                            |         |
| Андрусенко Михайло             |            | бандурист                                                                       | Репресований у 1937 році, термін ув'язнення не встановлено                                                                                  |         |
| Арнаутов Олексій Васильович    | 1907—1937  | композитор                                                                      | |         |
| Ахшарумов Дмитро Володимирович | 1864—1938  | скрипаль, диригент, педагог                                                     | |         |
| Бажул Григорій Іванович        | 1906—1989  | бандурист                                                                       | Засуджений в 1933 році на два роки, повернувся із заслання у 1938 році                                                                      |         |
| Базилевський Ераст             |            | бандурист                                                                       | Арештований 1934, розстріляний в 1937 році                                                                                                  |         |
| Байда-Суховий Данило           |            | бандурист                                                                       | Репресований в 1937 році |         |
| Балацький Дмитро Євменович     | 1902—1981  | хоровий диригент, керівник капели бандуристів                                   | Арештований в 1938, повернувся із заслання у 1942 році. В 1943 знову арештований, засуджений до 10 років ув'язнення, звільнений у 1944 році |         |
| Барташевський Юрій Пилипович   | 1905—1962  | бандурист, майстер дитячих бандур                                               | Заарештований в 1936 році, у 1939 році переїхав до Луцька                                                                                   |         |
| Верховинець Василь Миколайович | 1880—1938  | композитор, диригент, хореограф, перший теоретик українського народного танцю   | |         |
| Горілий Олександр Леонтійович  | 1863—1937? | Один із засновників (1918) і диригент Державного симфонічного оркестру в Києві. | Репресований, дата й місце загибелі невідомі                                                                                                |         |
| Леонтович Микола Дмитрович     | 1877—1921  | композитор                                                                      | убитий агентом ВЧК Грищенком |         |
| Нестеренко Ольга Миколаївна    | 1890—1969  | оперна співачка                                                                 | репресована |         |
| Хоткевич Гнат Мартинович       | 1877—1938  | бандурист, автор музичних творів та музикознавчих праць                         | Засуджений Особливою трійкою УНКВС по Харківській області і розстріляний за «участь у контрреволюційній організації»                        |         |

## Діячі театру та кіно
| Ім'я                            | Роки життя | Діяльність | Репресії | Портрет |  |
| ------------------------------- | ---------- | --- | --- | ------- |  |
| Дробинський Борис Костянтинович | 1904-1937  | режисер, студент КДІКу | Репресований 1937 за звинуваченням в українському буржуазному націоналізмі. |         |  |
| Курбас Лесь                     | 1887—1937  | режисер, актор, основоположник українського національного модерного театру | Репресований 1933 року, розстріляний разом з 1111 представниками художньої і духовної еліти «на відзнаку 20-річчя Великої Жовтневої соціалістичної революції» в урочищі Сандормох поблизу Петрозаводська (Карелія).             |         |  |
| Януарій Бортник                 | 1897—1938  | режисер, актор | 1937 заарештований за звинуваченням у націоналізмі. 16 січня 1938 року розстріляний у Києві |         |  |
| Нікітін Юрій Васильович         | 1905-1940  | режисер, студент КДІКу | 4 січня 1938 року був заарештований за звинуваченням у шпигунстві на користь Німеччини. Винним себе не визнав, був ув'язнений на 5 років. Помер 1940 року в Північно-Східному таборі (Бухта Нагаєва) через сухоти і недокрів'я. |         |  |
| Параджанов Сергій Йосипович     | 1924—1990  | кінорежисер, працював на Київській кіностудії художніх фільмів ім. О. Довженка. Серед фільмів: «Наталія Ужвій», «Золоті руки», «Думка», «Перший хлопець», «Українська рапсодія», «Квітка на камені», «Тіні забутих предків» | Заарештований 1973, засуджений до 5 років, звільнений у 1977 році. |         |  |
| Сасим Микола Станіславович      |            | режисер, студент КДІКу | Заарештований 1937 року |         |  |
| Ференц Теодозій Михайлович      |            | режисер, студент КДІКу | Заарештований 1937 року, загинув у сталінських таборах |         |  |
| Ходимчук Олексій Остапович      | 1896—1938  | режисер | |         |  |

## Антології творів репресованих письменників
- Обірвані струни: антологія поезії поляглих, розстріляних, замучених і засланих 1920—1945. Упор. Кравців Б. 1955, Нью-Йорк: Наукове Товариство ім. Т. Г. Шевченка в Америці
- Розстріляне Відродження. Шедеври української репресованої прози. Упор. Заготова С. М. 2008, Донецьк: ТОВ ВКФ «БАО»
- Розіп'ята Муза: Антологія українських поетів, які загинули насильницькою смертю: У 2 т. Упор. Винничук Ю. П., 2011, Львів: ЛА «Піраміда»